# Гість (фільм, 2007)
«Гість» фр. L'Invité — французький комедійний фільм 2007 року.

## Зміст
П'ятдесятирічний Жерар уже три роки ніде не працює, заощаджені на соціальній допомозі гроші закінчуються. Він знаходиться на межі відчаю, коли абсолютно несподівано отримує пропозицію попрацювати в Індонезії. Жерар повний рішучості справити хороше враження на свого нового начальника і запрошує його на вечерю. Це велика помилка. Стурбована дружина Жерара Колет вдається до допомоги їхнього сусіда Александра, фахівця зі зв'язків з громадськістю. За 24 години Александр вирішує повністю змінити їхній імідж. Він переробляє їхню квартиру, стиль життя, смаки, манеру одягатися і погляди на життя — не забувши нічого. Після численних перипетій, ляпів, непорозумінь і хитросплетінь перелякані Жерар і Колет нарешті відкривають двері гостеві.